# Bapaume
Bapaume là một xã trong vùng Hauts-de-France, thuộc tỉnh Pas-de-Calais, quận Arras, tổng Bapaume. Tọa độ địa lý của xã là 50° 06' vĩ độ bắc, 02° 50' kinh độ đông. Bapaume nằm trên độ cao trung bình là 122 mét trên mực nước biển, có điểm thấp nhất là 108 mét và điểm cao nhất là 137 mét. Xã có diện tích 5,76 km², dân số vào thời điểm 1999 là 4331 người; mật độ dân số là 752 người/km².

## Thông tin nhân khẩu
| 1962  | 1968  | 1975  | 1982  | 1990  | 1999  | 2006  |
| ----- | ----- | ----- | ----- | ----- | ----- | ----- |
| 3.275 | 3.575 | 3.689 | 3.524 | 3.509 | 4.331 | 5.000 |